# Frank Lloyd Wright
Frank Lloyd Wright, rodným jménem Frank Lincoln Wright (8. června 1867 Richland Center, Wisconsin – 9. dubna 1959 Phoenix, Arizona) byl americký architekt. Osm jeho budov je zapsáno na Seznamu světového dědictví UNESCO. Bývá označován za nejvlivnějšího amerického architekta 20. století. K jeho nejslavnějším stavbám patři rodinný dům Fallingwater a Guggenheimovo muzeum. Styl, který založil, bývá nazýván organická architektura, je též spojován s tzv. prérijní architekturou.

## Život
Narodil se jako první dítě Williama Careyho Wrighta a Anny Lloyd Jones-Wrightové. Jeho otec byl baptistickým kazatelem a notářem, jeho matka učitelkou. Více ho ovlivnila matka, která později prohlašovala, že jeho architektonické nadání cítila už v těhotenství a tímto směrem ho od dětství vedla, mj. vyzdobila jeho dětský pokoj obrazy gotických katedrál. Frank také přilnul hlavně k matce, což se projevilo po roce 1881, kdy se jeho rodiče rozešli (1885 se rozvedli). Frank se s otcem už nikdy nesetkal. Aby demonstroval, na které straně sporu stojí, změnil si i prostřední jméno Lincoln na Lloyd, což bylo jedno z rodových jmen matky.
V otázce jeho vzdělání panuje nejistota. Patrně nikdy nedokončil střední školu, protože musel pomáhat matce s obživou. To řešil tím, že pracoval pro děkana Wisconsinské univerzity Allana Conovera, díky čemuž posléze mohl na tamní univerzitě strávit dva semestry studiem oboru stavební inženýrství, ale nikdy nezískal žádný titul, jak se někdy mylně uvádí.
V roce 1889 odjel do Chicaga. Zde pracoval nejprve pro Josepha Lymana Silsbeeho a později v architektonické firmě Adler & Sullivan, kde od roku 1890 zastával funkci hlavního architekta obytných budov. Zejména Louise Sullivana si Frank velmi oblíbil, nicméně byl to právě on, kdo ho z firmy nakonec vyhodil, když se dozvěděl, že pro některé zákazníky Frank pracuje i soukromě. V roce 1893 si nakonec Frank otevřel svou vlastní praxi, v Oak Parku v Chicagu. Tehdy si to již mohl dovolit, neboť dosáhl značného společenského vzestupu, a to za pomoci sňatku s Catherine Lee Clark Tobinovou, dcerou bohatého obchodníka. Kontakty jeho manželky z něj brzy udělaly vyhledávaného architekta.
V roce 1896 sepsal a vydal svůj architektonický manifest nazvaný Work Song. Roku 1900 odjel do Evropy. Evropský pobyt ho ovlivnil především v jeho pojetí interiérů, v němž byl zjevně ovlivněn vídeňskou secesí a britským hnutím Arts and Crafts. Po roce 1900 se staly prolínající se vnitřní prostory typickým znakem jeho díla. V roce 1905 se jeho velkou vášní stalo sbírání japonských tisků ukijo-e, poté co se svou ženou a svými klienty, manžely Wilitsovými, Japonsko prvně navštívil. Do Japonska se poté ještě mnohokráte vrátil, měl zde i řadu zakázek (např. Imperial Hotel) a v roce 1915 si v Tokiu otevřel i pobočku své kanceláře. Hotel Imperial byl jednou z mála staveb, které vydržely velké zemětřesení v Kantó.
Ještě předtím, v roce 1903, však nutno hledat kořeny dramatickému převratu v jeho soukromém životě. Když navrhoval dům pro Edwina Cheneyho, zamiloval se do jeho manželky Mamah Borthwick Cheneyové, vzdělané, dynamické, atraktivní ženy, jejíž povaha značně kontrastovala s usedlostí jeho manželky. Vztahu k Mamah zcela propadl a aniž by se rozvedl, odjel s ní v roce 1909 do Evropy. Žili spolu zejména v Berlíně. To samo o sobě způsobilo společenský skandál, nicméně vztah s Mamah měl ještě podivnější dohru, která ho téměř zničila. Po návratu z Evropy do Ameriky v roce 1910 se Frank rozhodl postavit ve Spring Green ve Wisconsinu své sídlo, kde by s Mamah mohl žít. Stavbu nazval podle legendárního velšského hrdiny Taliesin. Skutečně ji dokončil a s Mamah v ní žil. Během jeho cesty do Chicaga, 15. srpna 1914, však došlo k tragédii. Jeho sluha a kuchař Julian Carlton budovu zapálil a zároveň sekerou ubil sedm lidí, včetně Mamah. Krom toho, že Frank musel pohřbít svou milenku a vidět své dílo v troskách, měla tragédie na Wrighta i finanční dopady. Pokusil se totiž Taliesin obnovit, což se mu sice povedlo, ale v roce 1925 znovu vyhořel, tentokrát kvůli vadné elektroinstalaci, a to ho přivedlo takřka ke krachu. V roce 1926 ho kvůli dluhům dokonce zatkla policie. Bankrotu zabránil rozprodáním své sbírky grafik ukijo-e.
Krom finančních potíží se mu celá 20. léta rovněž nedařilo dát do pořádku rozháraný soukromý život. Našel si novou milenku Maude (Miriam) Noelovou, která však byla narkomankou (morfinistkou). V roce 1922 Wrightova manželka Kitty souhlasila s rozvodem, za podmínky, že se rok po rozvodu znovu neožení. Jakmile moratorium vypršelo, Frank si Maude v listopadu 1923 vzal, ale divoký vztah vydržel sotva rok. Rozešli se, ale nerozvedli. V roce 1924 Frank potkal o třicet let mladší Olgu (Olgivannu) Lazovič Hinzenburgovou a ihned se do ní zamiloval a nastěhoval ji do Taliesinu. V roce 1927 se rozvedl s Maude a za rok se oženil s Olgivannou.
Třicátá léta byla poznamenána světovou hospodářskou krizí, která mu sice snížila množství zakázek, ale pro něj to byla léta po všech stránkách úspěšnější než předchozí dekáda. V roce 1930 začal přednášet na Princetonské univerzitě, přednášky později publikoval pod názvem Modern Architecture. V roce 1932 založil školu Taliesin Fellowship, kterou vedla manželka Olgivanna. (Zanikla roku 1985 po Olgivannině smrti). Roku 1934 začal vydávat časopis Taliesin. V roce 1937 napsal spolu s Bakerem Brownellem knihu Architecture and Modern Life. Ve stejném roce byla dokončena jedna z jeho nejslavnějších staveb, rodinný dům Fallingwater poblíž Pittsburghu v Pensylvánii, vybudovaný pro obchodníka Edgara J. Kaufmanna. Wright domem nechal protékat potok, čímž dovedl k vrcholu své úsilí smířit architekturu s přírodou. K jeho známým citátům patří výzva studentům architektury: „Studujte přírodu, milujte přírodu, zůstaňte ve spojeni s přírodou. Nikdy vás nezradí.” V roce 1939 přednášel v Londýně, přednášky později shrnul do publikace Organická architektura.
V 50. letech již byl vnímán jako velikán architektury, v roce 1956 starosta Chicaga Richard Daley vyhlásil 17. říjen "dnem Franka Lloyda Wrighta". Rok poté byl pozván do Bagdádu, aby zde navrhl operu, kulturní centrum, muzeum, univerzitu a budovu telekomunikací. Mnoho z toho však již nestihl, neboť dva roky poté zemřel. Ve stejném roce byla otevřena jedna z jeho nejslavnějších staveb – Guggenheimovo muzeum v New Yorku, jejíž první plány nakreslil v roce 1943.
Wright spolupracoval na několika projektech s českým inženýrem Jaroslavem J. Polívkou.
Po Frankovi Lloyd Wrightovi byla pojmenována anglická značka obuvi Frank Wright.

## Díla
Celkem navrhl 1 141 budov všeho druhu. 532 z nich se dočkalo realizace, a to i po jeho smrti. 409 projektů přežilo.

### Oceněné stavby
Na Seznam světového dědictví UNESCO bylo zapsáno osm významných děl Franka Lloyda Wrighta. O zápisu rozhodla komise UNESCO na svém zasedání v červenci 2019 v Baku.

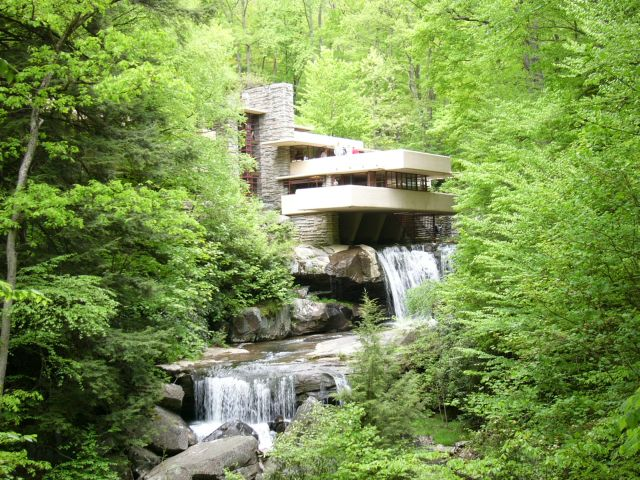
Nejslavnější americký obytný dům Vodopád (Bear Run, Pensylvánie.)

- Unity Temple – Oak Park, Illinois (1906–1909)
- Robie House – Chicago, Illinois (1910)
- Taliesin – Spring Green, Wisconsin (1911–1959)
- Hollyhock House – Los Angeles, Kalifornie (1918–1921)
- Fallingwater – Mill Run, Pensylvánie (1936–1939)
- Herbert and Katherine Jacobs House – Madison, Wisconsin (1936–1937)
- Taliesin West – Scottsdale, Arizona (1938)
- Guggenheimovo muzeum – New York, New York (1956–1959)

### Další stavby
- druhý Imperial Hotel – Tokio (1923, zbořeno v roce 1968, část dochována)
- Sídlo firmy Johnson Wax – Racine, Wisconsin (1936–1939)